# Hipernadzorca
Hipernadzorca (inaczej hiperwizor, od ang. hypervisor) – narzędzie niezbędne do zarządzania procesami wirtualizacji. Pojęcie hipernadzorca (hiperwizor) pochodzi od nazwy supervisor, czyli nadzorca – programu kontrolującego pracę komputera.

## Opis działania
Ponieważ wirtualizator pozwala maksymalnej ilości procesów wirtualnego systemu operacyjnego wykonywać swoje instrukcje bezpośrednio na zasobach sprzętowych, niezbędny jest system kontroli. Jeżeli określona operacja zwraca błąd ochrony (nie daje się z jakiejś przyczyny wykonać bezpośrednio na danym zasobie sprzętowym), jest przechwytywana i emulowana przez hipernadzorcę. Hipernadzorca decyduje, które procesy wirtualizowanego systemu operacyjnego można wykonywać bezpośrednio na zasobach sprzętowych, a które należy emulować. W niektórych systemach operacyjnych hipernadzorca jest nazywany menedżerem maszyn wirtualnych (ang. virtual machine manager). 
Dodatkową funkcją, jaką pełni hipernadzorca jest pośredniczenie w przekazywaniu przerwań pomiędzy wirtualnym systemem a zasobami sprzętowymi i ewentualna emulacja urządzenia po przyjęciu przerwania.

## Klasyfikacja
Według Roberta P. Goldberga istnieją dwa typy hipernadzorców:
- Hipernadzorca typu 1 (tzw. natywny albo z ang. bare metal) – działa bezpośrednio na poziomie sprzętu, mając nad nim pełną kontrolę i monitorując uruchomione systemy operacyjne. Systemy operacyjne działają na poziomie wyżej niż hipernadzorca.
- Hipernadzorca typu 2 (tzw. hostowany) – działa jako program uruchomiony na danym systemie operacyjnym (hoście). Są to rodzaje emulatorów. W tym przypadku zwirtualizowane systemy działają dwa poziomy ponad sprzętem.

## Przykłady hipernadzorców
- Xen
- Microsoft Hyper-V
- Microsoft Virtual PC
- VMware Workstation
- VirtualBox